# Ozeaniens Fußballer des Jahres

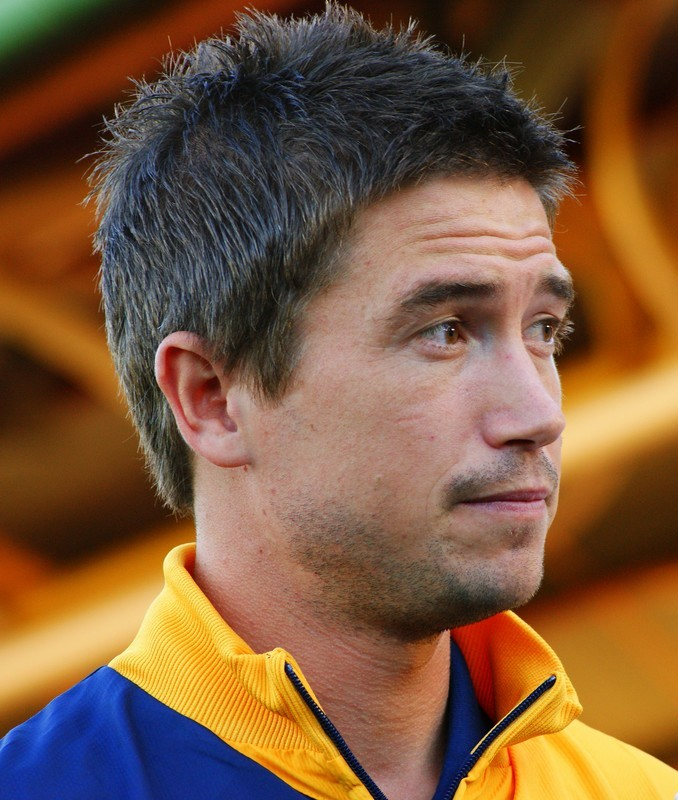
Harry Kewell ist derzeit gemeinsam mit Wynton Rufer mit jeweils drei Auszeichnungen Rekordpreisträger

Die Wahl zu Ozeaniens Fußballer des Jahres findet seit 1988 statt. Der beste Fußballer des Kontinents wird von Sportjournalisten gewählt. Wählbar sind dabei alle Spieler, die die Staatsangehörigkeit eines ozeanischen Staates besitzen. Dies erklärt auch die beiden Siege von Christian Karembeu, der für die französische Fußballnationalmannschaft spielte, aber auf Neukaledonien geboren wurde.
Die Preisverleihungen wurden zunächst 2004 eingestellt, am 22. Dezember 2008 verkündete der OFC aber die Fortsetzung des Preises. Die Auszeichnungen für die Jahre 2005, 2006 und 2007 wurden somit nachträglich verliehen. Nachdem Australien am 1. Januar 2006 dem asiatischen Fußballverband beigetreten ist, kann die Auszeichnung seitdem nicht mehr an Spieler mit australischer Nationalität vergeben werden.
Rekordsieger sind Wynton Rufer und Harry Kewell mit jeweils drei Auszeichnungen. Bislang gewannen fast nur Spieler die Auszeichnung, die im jeweiligen Jahr ihrer Auszeichnung in Europa spielten.

## Liste der Preisträger

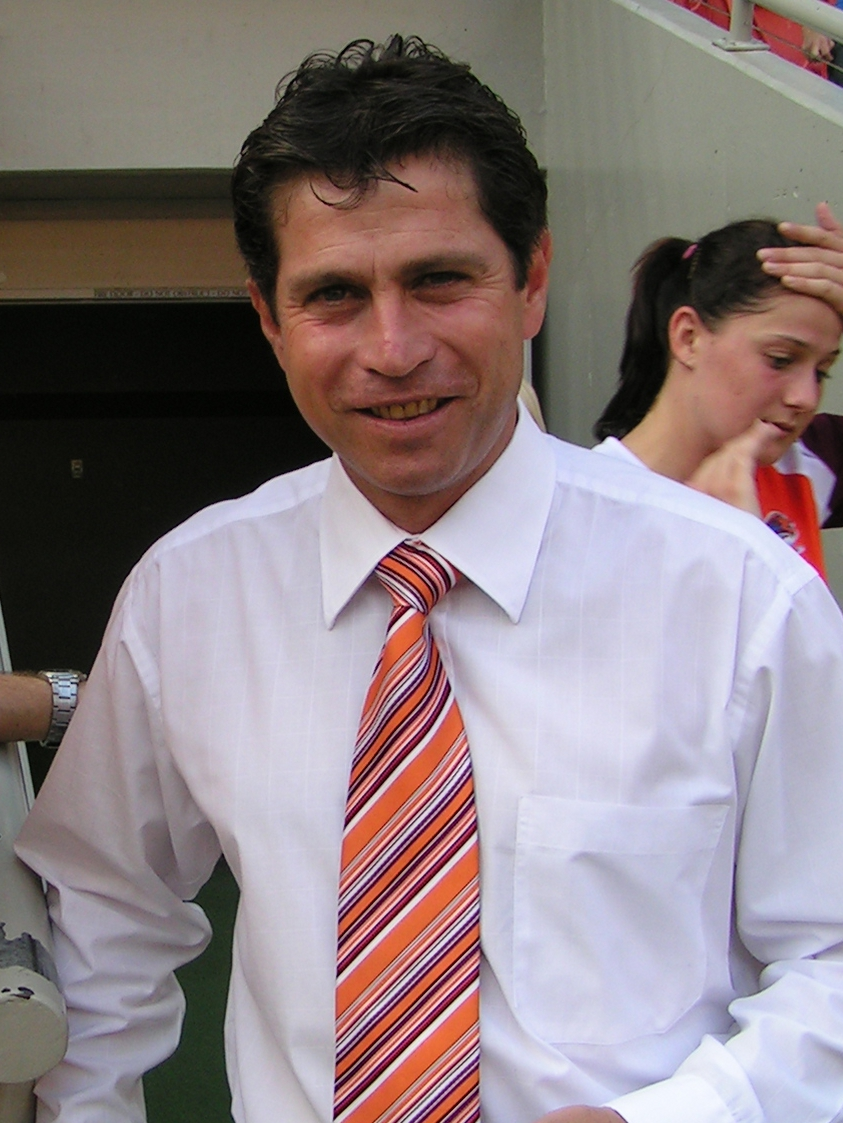
Frank Farina war der erste Preisträger

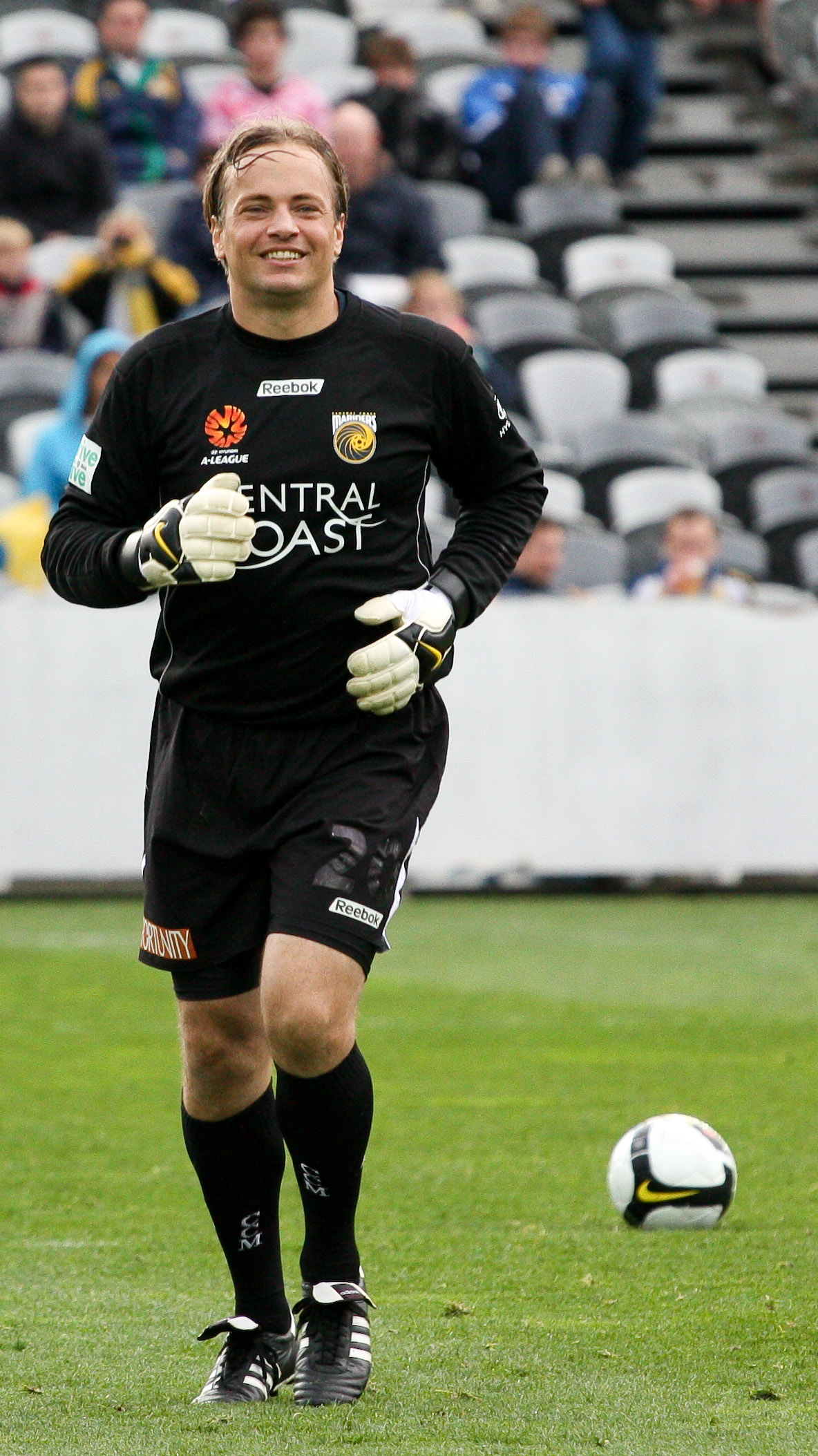
Mark Bosnich gewann den Preis als erster und bisher einziger Torhüter

| Jahr | Spieler            | Klub                    | Position   |
| ---- | ------------------ | ----------------------- | ---------- |
| 1988 | Frank Farina       | Marconi Stallions       | Sturm      |
| 1989 | Wynton Rufer       | Grasshopper Club Zürich | Sturm      |
| 1990 | Wynton Rufer       | Werder Bremen           | Sturm      |
| 1991 | Robert Slater      | RC Lens                 | Mittelfeld |
| 1992 | Wynton Rufer       | Werder Bremen           | Sturm      |
| 1993 | Robert Slater      | RC Lens                 | Mittelfeld |
| 1994 | Aurelio Vidmar     | KSV Waregem             | Sturm      |
| 1995 | Christian Karembeu | FC Nantes               | Mittelfeld |
| 1996 | Paul Okon          | FC Brügge               | Mittelfeld |
| 1997 | Mark Bosnich       | Aston Villa             | Tor        |
| 1998 | Christian Karembeu | Real Madrid             | Mittelfeld |
| 1999 | Harry Kewell       | Leeds United            | Mittelfeld |
| 2000 | Mark Viduka        | Celtic Glasgow          | Sturm      |
| 2001 | Harry Kewell       | Leeds United            | Mittelfeld |
| 2002 | Brett Emerton      | Feyenoord Rotterdam     | Mittelfeld |
| 2003 | Harry Kewell       | Leeds United            | Mittelfeld |
| 2004 | Tim Cahill         | FC Millwall             | Mittelfeld |
| 2005 | Marama Vahirua     | OGC Nizza               | Mittelfeld |
| 2006 | Ryan Nelsen        | Blackburn Rovers        | Abwehr     |
| 2007 | Shane Smeltz       | Wellington Phoenix      | Sturm      |
| 2008 | Shane Smeltz       | Wellington Phoenix      | Sturm      |
| 2009 | Ivan Vicelich      | Auckland City FC        | Abwehr     |
| 2010 | Ryan Nelsen        | Blackburn Rovers        | Abwehr     |
| 2011 | Bertrand Kaï       | Hienghène Sport         | Sturm      |
| 2012 | Marco Rojas        | Melbourne Victory       | Mittelfeld |
| 2015 | Ryan Thomas        | PEC Zwolle              | Mittelfeld |

## Ranglisten
| Rang | Spieler            | Anzahl |
| ---- | ------------------ | ------ |
| 1    | Wynton Rufer       | 3      |
|      | Harry Kewell       | 3      |
| 3    | Christian Karembeu | 2      |
|      | Ryan Nelsen        | 2      |
|      | Robert Slater      | 2      |
|      | Shane Smeltz       | 2      |

| Rang | Land          | Anzahl |
| ---- | ------------- | ------ |
| 1    | Australien    | 12     |
| 2    | Neuseeland    | 8      |
| 3    | Neukaledonien | 2      |
| 4    | Tahiti        | 1      |

| Rang | Position   | Anzahl |
| ---- | ---------- | ------ |
| 1    | Mittelfeld | 12     |
| 2    | Sturm      | 9      |
| 3    | Abwehr     | 1      |
|      | Tor        | 1      |

## Ozeaniens Fußballer des Jahrhunderts
Aus Anlass der Jahrhundertwende wurde – bisher einmalig – Ozeaniens Fußballer des Jahrhunderts gewählt. Die Auszeichnung wurde von der IFFHS vergeben. Sieger der Wahl wurde der Neuseeländer Wynton Rufer vor Frank Farina und Christian Karembeu. Ebenfalls von der IFFHS vergeben wurde die Auszeichnung zu Ozeaniens Torhüter des Jahrhunderts. Die Wahl gewann der Australier Mark Bosnich, der als bisher einziger Torhüter auch die Auszeichnung zum Fußballer des Jahres errang:
| Rang | Name               | Position   | Stimmen |
| ---- | ------------------ | ---------- | ------- |
| 1    | Wynton Rufer       | Sturm      | 62      |
| 2    | Frank Farina       | Sturm      | 41      |
| 3    | Christian Karembeu | Mittelfeld | 40      |
| 4    | Joe Marston        | Abwehr     | 34      |
| 5    | John Kosmina       | Sturm      | 33      |

| Rang | Name             | Stimmen |
| ---- | ---------------- | ------- |
| 1    | Mark Bosnich     | 53      |
| 2    | Frank van Hattum | 21      |
| 3    | James McNabb     | 14      |
| 4    | James Taylor     | 4       |
|      | Mark Schwarzer   | 4       |